# 烏諾島 (幾內亞比紹)
烏諾島是幾內亞比紹的島嶼，位於大西洋海域，由博拉馬區負責管轄，屬於比熱戈斯群島的一部分，面積104平方公里，該島被聯合國教科文組織劃入其中一個生物圈保護區。

## 外部連結
- （页面存档备份，存于）

11°06′11″N 16°09′10″W / 11.10295°N 16.15265°W